# Georgine Acton
Georgine Acton (Coronie, Suriname, 12 december 1944) werd in 2001 de enige en eerste zwarte vrouwelijke Commissaris van Politie in Nederland én Europa. Zij ontving in 1990 de Emancipatieprijs van de gemeente Utrecht, en in 2002 werd zij geridderd tot Officier in de Orde van Oranje Nassau.

## Jeugd en opleiding
Georgine Acton werd op 12 december 1944 geboren in district Coronie te Suriname. In Paramaribo bezocht zij de Kweekschool, waarna zij in 1964 besloot naar Nederland te gaan voor een studie maatschappelijk werk aan de Sociale Academie ‘De Horst‘ in Driebergen. Naast haar studie werkte ze bij de Raad voor de Kinderbescherming. Zij was na haar scheiding alleenstaande moeder van een dochter en een zoon.

## Carrière
Na haar studie in 1973 trad ze in dienst bij de Stichting Welzijnszorg Surinamers Utrecht (SWSU). Daar gaf zij leiding aan de opvang en huisvesting van Surinaamse landgenoten die in 1974-1975 massaal naar Nederland kwamen in verband met de Onafhankelijkheid van Suriname.  In 1978 maakte ze als maatschappelijk werker de overstap naar de Gemeentepolitie Utrecht, sectie beleidsondersteunende zaken. Een van haar taken was het geven van een aanzet voor de totstandkoming van een bureau slachtofferhulp. Zij was ook verantwoordelijk voor het inhoudelijk vormgeven van het personeelsbeleid voor vrouwen en allochtonen bij de Gemeentepolitie. Naast dit werk begon zij met de studie Beleid en Bestuur aan de Vrije Universiteit Amsterdam. Haar carrière raakte vanaf nu in een stroomversnelling.
In 1980 kwam zij mede dankzij haar onderwijsopleiding als docent bij de afdeling vorming en opleiding. Ze gaf trainingen aan zowel interne als externe politie-onderdelen.Ook werd zij door het Ministerie van Justitie gevraagd mee te werken aan het opzetten van antidiscriminatiebeleid.
Haar inzet viel op bij de toenmalige burgemeester van Utrecht, Lien Vos. Zij bood Acton in 1988 een beleidsfunctie aan, Acton werd vanuit de politie gedetacheerd om het personeelsbeleid voor minderheden bij de gemeente op poten te zetten. Zij deed hier veel bestuurlijke ervaring op.
Na drie jaar keerde zij van het stadhuis terug bij de politie als afdelingshoofd Jeugd- en Zedenzorg: haar eerste ‘echte’ politiebaan. Het was een burgerfunctie. Om praktische ervaring op te doen als politievrouw, ging Acton in de avonduren de officierenopleiding aan de Nederlandse Politie Academie in Apeldoorn volgen. In 1992 sloot ze de opleiding met succes af. Deze studie was voor haar gevoel een belangrijke voorwaarde om volledig gekwalificeerd te zijn als leidinggevende in die functie. Diverse leidinggevende functies in Utrecht volgden. Ze was onder andere voorzitter van de Werkgroep juridische opvang slachtoffers van seksueel geweld en voorzitter van de Landelijke werkgroep vrouwenmishandeling. Binnen de Zedenzorg ijverde zij voor het behoud van afdelingen gespecialiseerd op dit gebied.
In 1990 ontving ze de Emancipatie-prijs van de gemeente Utrecht.
In 1993 werd zij benoemd tot hoofd van de dienst Executieve Ondersteuning aan het district Utrecht Noord, daarmee trad zij volledig in de operationele dienst van de politie.  In 1999 werd ze plaatsvervangend districtchef Eemland-Noord en in 2001 werd ze bij dit bureau benoemd tot Commissaris van Politie. Niet alleen een mijlpaal in haar carrière, maar ook in de geschiedenis van zwarte vrouwen bij de politie. Zij was de enige en eerste zwarte vrouwelijke commissaris van politie in Nederland én Europa.
In 2002 wordt ze geridderd tot Officier in de Orde van Oranje Nassau, voor haar bijdragen aan het landelijk beleid op verschillende maatschappelijke thema's als slachtofferhulp, vrouwenmishandeling, antidiscriminatie en kinderbescherming.

## Andere activiteiten
Bij Koninklijk besluit werd zij benoemd tot lid van het 4 en 5 mei comité. Zij was lid van het curatorium van de Anne Frankstichting. In 2002 werd zij benoemd tot de eerste voorzitter van het Nationaal Instituut Nederlands Slavernij en Erfenis (NINSEE).  Ook na haar pensioen bleef Georgine Acton maatschappelijk betrokken. Zo werd zij in 2017 benoemd tot lid van het Ondersteuningsteam Korps Politie Suriname.